# Oryctes colonicus
Oryctes colonicus är en skalbaggsart som beskrevs av Charles Coquerel 1852. Oryctes colonicus ingår i släktet Oryctes och familjen Dynastidae. Inga underarter finns listade i Catalogue of Life.